# Die Innenministerkonferenz
Die Innenministerkonferenz ist ein deutscher Fernsehfilm nach einer Idee von Jan Böhmermann aus dem Jahr 2022 unter der Regie von Janna Nandzik. Das Drehbuch schrieben Carla Kaspari und Jan Böhmermann.
Der Film wurde am 16. Dezember 2022 erstmals im ZDF als Spezial des ZDF Magazin Royale gesendet.

## Handlung
In einem Schloss im tiefsten Bayern, ohne Handyempfang und Kontakt zur Außenwelt, wird die neue Bundesinnenministerin Anna Fahrent auf ihrer ersten Innenministerkonferenz mit der grotesken Realität des interföderalen Abstimmungsgremiums konfrontiert.
Unter der Führung des bayerischen Gastgebers, des Innenministers Ullrich Mayer, gehen zwielichtige Dinge auf dem Anwesen vor sich. Die Länderchefs scheinen ausschließlich von reaktionärem Lokalpatriotismus befangen. Statt an länderübergreifender Zusammenarbeit und Innovation sind die Berufspolitiker ausschließlich an ausschweifenden Partys und der bequemen Erhaltung des Status quo interessiert.
Nach der ersten Nacht der Bundesinnenministerin auf dem Anwesen wird plötzlich die Innenministerin von Schleswig-Holstein, Irene Wagner, tot in ihrem Zimmer gefunden. Fassungslos und mit Hilfe des Innensenators von Bremen, Michael Gloistein, versucht Anna Fahrent, dem Mörder auf die Schliche zu kommen und herauszufinden, wer hier mit wem unter einer Decke steckt.
Neben der undurchsichtigen Innensenatorin von Berlin, Svenja Hoffmann, und der unheimlichen „Fahrerin“ muss sich Anna Fahrent vor allem gegen die Clubkultur der alten weißen Männer durchsetzen.

## Produktion
Die Innenministerkonferenz entstand als Koproduktion des Unterhaltungsfernsehens Ehrenfeld mit der Network Movie Film- und Fernsehproduktion GmbH/Studio Zentral. Die Dreharbeiten zum Film fanden im Oktober 2022 auf der Burg Bergerhausen in Kerpen in Nordrhein-Westfalen statt.
Jan Böhmermann äußerte in einem Interview mit Mike Powelz für Funke: „Für das traditionsreiche, mystische Format der Innenministerkonferenz interessiere ich mich schon seit langer Zeit und freue mich deshalb außerordentlich, gemeinsam mit Drehbuchautorin Carla Kaspari, Regisseurin Janna Nandzik, einem tollen Schauspielerensemble und einer hervorragenden Produktionscrew eine lange verschlossene Tür aufzustoßen. Dass wir dabei auch noch Zeugen eines schrecklichen Mordes werden, ist aus dramatischer Perspektive natürlich ein Glück!“

## Presse
Für die Frankfurter Rundschau schrieb Daland Segler über Die Innenministerkonferenz: „Die Story beginnt mit Anleihen bei der Rocky Horror Picture Show (oder, wer es etwas halbseidener mag: der „Geschichte der O“) […] Es folgt eine schön albern inszenierte „Whodunit“-Story mit einem erwartbaren Ende und Einschüben aus der nachträglichen Bundespressekonferenz mit den üblichen Harmonie behauptenden Floskeln. Aber der wahre Schrecken dieses Filmchens erwächst aus der Vorstellung, die auf einem Laufband am unteren Bildschirmrand eingeblendeten Nachrichten könnten Wirklichkeit werden – zumal sie so weit nicht entfernt sind von unserer Realität: […]“
Kathrin Hoster schrieb für die Stuttgarter Nachrichten: „„Die Innenministerkonferenz“ vom ZDF Magazin Royale ist eine satirische Hommage an den Whodunit, aber auch eine Abrechnung mit föderalem Kompetenzgerangel. […] Auch wenn diese Sondersendung keine brisanten Neuigkeiten zu Tage fördert, ist der süffisante Blick auf das Kompetenzgerangel zwischen Bund und Ländern mit allen negativen Effekten hinsichtlich staatlicher Handlungsfähigkeit so unterhaltsam wie entlarvend. Statt Robodogs bräuchte es ganz andere Instrumente, um Sicherheit zu gewährleisten. Es lohnt sich, darüber einmal laut nachzudenken.“